# Cepaea nemoralis
Cepaea nemoralis е вид коремоного от семейство Helicidae.

## Разпространение
Видът е разпространен в Австрия, Андора, Белгия, Босна и Херцеговина, Великобритания (Северна Ирландия), Германия, Дания, Естония, Ирландия, Испания, Италия, Латвия, Литва, Лихтенщайн, Люксембург, Нидерландия, Норвегия, Полша, Португалия, Русия (Калининград), Словения, Украйна, Унгария, Финландия, Франция, Хърватия, Чехия, Швейцария и Швеция.